# Enrique Llanos
Enrique Llanos, född 5 juli 1980, är en puertoricansk häcklöpare. 
Llanos tävlade för Puerto Rico vid olympiska sommarspelen 2012 i London, där han blev utslagen i försöksomgången på 110 meter häck.